# Make Love Like a Man
Make Love Like a Man – utwór brytyjskiego zespołu Def Leppard. Jest to drugi singel z albumu zatytułowanego Adrenalize.

## Notowania
| Lista                                | Pozycja |
| ------------------------------------ | ------- |
| U.S. Billboard Hot 100               | 36      |
| UK Singles (Official Charts Company) | 12      |
| Irish Recorded Music Association     | 10      |